# Autoritatea Națională pentru Persoanele cu Handicap
Autoritatea Națională pentru Protecția Drepturilor Persoanelor cu Dizabilități (ANPDPD) este un organ de specialitate al administrației publice centrale din România, cu personalitate juridică, aflat în subordinea Ministerului Muncii, Solidarității Sociale și Familiei.
Autoritatea coordonează la nivel central activitățile de protecție și promovare a drepturilor persoanelor cu handicap, elaborează politicile, strategiile și standardele în domeniul promovării drepturilor persoanelor cu handicap, asigură urmărirea aplicării reglementărilor din domeniul propriu și controlul activităților de protecție specială a persoanelor cu handicap.